# Bittersweet symphony (álbum)
Bittersweet Symphony es el segundo disco como solista de la cantante estadounidense Jade Valerie. En Japón el disco logró un lugar 59 en la lista Oricon y 13 en Oricon International.
El disco incluye baladas, solo dos canciones tienen influencia de música clásica. Todas las canciones son de la autoría de Jade Valerie Villalon y Roberto «Geo» Rosan, exceptuando We Can Run y Undone, cuyos autores son Villalon, Rosan y Hase; y Unbreakable, basada en la Sonata a la luz de la luna de Beethoven.

## Lista de canciones
| #   | Título                         | Dur. |
| --- | ------------------------------ | ---- |
| 1.  | Unbreakable (Moonlight Sonata) | 3:40 |
| 2.  | Like a Bird                    | 3:40 |
| 3.  | Out in the Sea                 | 3:30 |
| 4.  | Razorman                       | 3:44 |
| 5.  | Living by Numbers              | 3:43 |
| 6.  | The Last                       | 3:23 |
| 7.  | We Can Run                     | 3:41 |
| 8.  | Stuck with You                 | 3:43 |
| 9.  | Lucky Lady                     | 3:15 |
| 10. | Piece of Love                  | 3:19 |
| 11. | Always Mine                    | 3:45 |
| 12. | Undone                         | 4:11 |
| 13. | No, You Don’t                  | 2:52 |
| 14. | Empty Pages                    | 3:18 |

## Sencillos
- Unbreakable